# Paulo César Feital
Paulo César de Oliveira Feital (Rio de Janeiro, 24 de fevereiro de 1951) é um compositor brasileiro.
Parceiro de grande nomes do cenário musical como Claudio Cartier, Roberto Menescal, Nelson Cavaquinho, entre outros, tem canções gravadas pelos grandes intérpretes da música popular brasileira como Milton Nascimento, Nana Caymmi, Chico Buarque, Emílio Santiago, Alcione, Beth Carvalho e outros.

## Biografia
Paulo César Feital é autor/compositor, poeta e teatrólogo. Aos quatorze anos, sua primeira música foi gravada por Moreira da Silva. Compositor gravado por grandes intérpretes da MPB, como Milton Nascimento, Nana Caymmi, Chico Buarque, Emílio Santiago, Alcione, Beth Carvalho, Leny Andrade, MPB-4, Danilo Caymmi, Quarteto em Cy, João Nogueira, Zezé Mota, Cauby Peixoto, Pery Ribeiro, Tim Maia, Selma Reis, Sandra de Sá, entre outros, e, no exterior, por Luz Marina, Don Barrows, Lucho Gatica e Barry Mannylow, Feital soma uma discografia de mais de 400 músicas.
Fazem parte de sua autoria sucessos como: Saigon, Perfume Siamês, Dias de Lua, Cinelândia, No Analices, Meu Louco, Bolero de Neblina, Brasil de Oliveira da Silva do Samba, Quarenta anos, Meu Louco entre outros.
Tem como parceiros, reconhecidos nomes do cenário musical do país: Nelson Cavaquinho, Guinga, Suely Costa, Elton Medeiros, Francis Hime, João Nogueira, Jorge Vercilo, Jota Maranhão, Carlinhos Vergueiro, Gilson Peranzzetta, Jorge Aragão, Luiz Carlos da Vila, Lenine, Hélio Delmiro, Cristóvão Bastos, Roberto Menescal, Jorge Simas, Cláudio Cartier, Altay Veloso, entre outros.
No Cinema, assinou as trilhas musicais do curta-metragem Colônia Juliano Moreira e a incidental do longa Lucio Flávio o Passageiro da Agonia. No teatro, as trilhas de Subo nesse Palco e Temporal. Ainda no teatro, é autor das peças Lua com Limão, O Primo do Presidente, Beto, Filho de Mayra e o infantil Chorinho de Pelúcia.
Como diretor, esteve à frente de grandes espetáculos: 50 anos de Elizeth Cardoso, De amor é Bom, Xingu e Farmacopéia, com João Nogueira”, 40 anos de Elis, Viva Clara, ao lado de Fagner, Chico Buarque, Beth Carvalho e João Nogueira, 15 anos de Carlinhos Vergueiro, Corrente de Aço com Roberto Ribeiro, entre outros.
Feital foi incluído nos livros Antologia dos 50 Maiores Poetas Cariocas do Século, de Olga Savari, e Antologia da Música Brasileira, de Haroldo Costa. Venceu vários prêmios, como o Sharp, de música, Prêmio Castro Alves de Sonetos e Festival Internacional Latino Americano, entre outros. Na década de 80, a convite do compositor João Nogueira, assume a direção artística do Clube do Samba. Na década de 90, criou a Companhia da Ilusões musical que com Altay Veloso, Clarisse Grova e Aladim e mais tarde, Ninah Jô, Silvia e Penha Reges, cantou o Brasil em vários shows. Com o Compositor Carlinhos Vergueiro, realiza o espetáculo “ Musica nos tempos do Collera” que fica em cartaz durante uum ano em São Paulo.
Em 2002, Com o compositor e instrumentista Jorge Simas, gravou seu 3º CD “Carta ao Rei”, com participações especiais de Chico Buarque, Paulo Moura, Leny Andrade, Selma Reis, Carlinhos Vergueiro, Rildo Hora e Cris Delanno. Ainda em 2002 participa como convidado do espetáculo “Neste Palco Iluminado” produzido pela Tropical Sul Produções, produziu e dirigiu o cd e o show Filha da pátria, de Cris Delanno. Escreveu, em parceria com a psicanalista Eliza Maciel, a peça E Daí, Isadora?, com direção de Bibi Ferreira, e estrelada por Tânia Alves e Jalusa Barcellos.
Gravou em 2003 o cd “Ofício: Brasileiro” (Selo Mec-BR), em que registrou algumas das mais importantes composições de sua carreira ao lado dos principais parceiros. Assumiu a direção do musical, Alabê de Jerusalém que em 2004 se apresentou no Canecão- RJ, Teatro Municipal de Niterói e circuito SESC.
Em 2005 assume a Produção artística dos CDs (Minas- Marcio Lott e Nordeste – Eudes Fraga) do Selo Radio Mec.
2006 – ano em que o poeta começa a escrever seu livro de sonetos; cria o espetáculo “ Pelos Bancos do Brasil” e “ Seu Sebastião do Rio de Janeiro”, e assume a supervisão artística da ópera negra “ Alabê de Jerusalém de Altay Veloso.
Em 2007 assume a montagem da ópera Alabê de Jerusalém no Theatro Municipal do Rio de Janeiro, escreve em parceria com a roteirista Eliza Maciel o espetáculo “Fragmentos de um país que samba e chora”, finaliza seu livro de sonetos, seleciona repertório para seu próximo CD; tem musicas gravadas por Alcione, Fátima Guedes, Jorge Vercilo, entre outros e, começa a escrever um texto teatral para 2008. (monólogos). Em 2008, com mais uma temporada do musical “Neste Palco Iluminado” junto com a cantora Claudette Ferraz.
Em 2016, pela primeira vez na carreira, Feital foi autor de um samba-enredo: "O Alabê de Jerusalém: A saga de Ogundana", composto em parceria com Felipe Filósofo, Zé Glória, Maria Preta, Fabio Borges e William, foi escolhido para o desfile da Unidos do Viradouro. A obra ganhou diversos prêmios, tais como o Estandarte de Ouro, SRZD-Carnaval, Estrela de Ouro e S@mba-Net.
Em 2017, foi compositor do samba-enredo da Mocidade Independente de Padre Miguel, ao lado dos parceiros Altay Veloso, Zé Glória, J. Giovanni, Dadinho, Zé Paulo Sierra, Gustavo, Fábio Borges, André Baiacu e Thiago Meiners. O enredo da agremiação no Carnaval 2017 era "As mil e uma noites de uma 'Mocidade' pra lá de Marrakesh" e a obra foi aclamada pela crítica de carnaval e pelos próprios torcedores da escola como um dos maiores samba-enredo da história da agremiação. A Mocidade Independente foi campeã do Carnaval 2017, junto com a Portela. Feital também assinaria o samba da Mocidade em 2018, sobre a Índia, e em 2020 teve um outro samba-enredo de sua autoria que se sagrou campeão no carnaval carioca: "Viradouro de Alma Lavada", da Unidos do Viradouro, que compôs ao lado de Cláudio Russo, Diego Nicolau, Júlio Alves, Dadinho, Rildo Seixas, Manolo, Anderson Lemos e Carlinhos Fionda.

## Composições

### Sambas de enredo
Abaixo, os sambas de enredo compostos Paulo César Feital.
| Legenda: N Campeã do carnaval |

| Ano  | Divisão       | Escola de Samba | Samba-Enredo                                                    | Ref.   |
| ---- | ------------- | --------------- | --------------------------------------------------------------- | ------ |
| 2016 | Série A       | Viradouro       | O Alabê de Jerusalém: A Saga de Ogundana                        | [ 5 ]  |
| 2017 | Especial (RJ) | Mocidade        | As Mil e Uma Noites de Uma Mocidade pra Lá de Marrakech         | [ 6 ]  |
| 2018 | Especial (RJ) | Mocidade        | Namastê: A Estrela que Habita em Mim Saúda a que Existe em Você | [ 7 ]  |
| 2020 | Especial (RJ) | Viradouro       | Viradouro de Alma Lavada                                        | [ 8 ]  |
| 2022 | Série Ouro    | Império Serrano | Mangangá                                                        | [ 9 ]  |
| 2023 | Especial (SP) | Tucuruvi        | Da Silva, Bezerra. A Voz do Povo!                               | [ 10 ] |
| 2023 | Série Ouro    | Lins Imperial   | Madame Satã: Resistir Para Existir                              | [ 11 ] |
| 2025 | Especial (RJ) | Viradouro       | Malunguinho: O Mensageiro de Três Mundos                        | [ 12 ] |
| 2025 | Especial (RJ) | Mocidade        | Voltando Para o Futuro - Não Há Limites pra Sonhar              | [ 13 ] |

## Discografia
- (2000) Carta ao Rei - Paulo César Feital e Jorge Simas[14]
- (1997) Cenas Brasileiras
- (1994) Paulo César Feital e a Companhia das Ilusões

## Premiações
- Estandarte de Ouro

1. 2016 - Melhor samba-enredo (Viradouro - "O Alabê de Jerusalém: A Saga de Ogundana") [15]
2. 2018 - Melhor samba-enredo (Mocidade - "Namastê: A Estrela que Habita em Mim, Saúda a que Existe em Você") [16]
3. 2023 - Melhor samba-enredo (Lins Imperial - "Madame Satã: Resistir Para Existir") [11]

- Estrela do Carnaval

1. 2016 - Melhor samba-enredo (Viradouro - "O Alabê de Jerusalém: A Saga de Ogundana") [17]

- Gato de Prata

1. 2016 - Melhor samba-enredo (Viradouro - "O Alabê de Jerusalém: A Saga de Ogundana") [18]
2. 2023 - Melhor samba-enredo (Lins Imperial - "Madame Satã: Resistir Para Existir") [19]

- OSK do Samba

1. 2016 - Melhor samba-enredo (Viradouro - "O Alabê de Jerusalém: A Saga de Ogundana") [20]

- Plumas & Paetês Cultural

1. 2016 - Melhor samba-enredo (Viradouro - "O Alabê de Jerusalém: A Saga de Ogundana") [21]
2. 2022 - Melhor samba-enredo (Império Serrano - "Mangangá") [22]

- Prêmio 100% Carnaval

1. 2023 - Melhor samba-enredo (Lins Imperial - "Madame Satã: Resistir Para Existir") [23]

- Prêmio Feras da Sapucaí

1. 2023 - Melhor samba-enredo (Lins Imperial - "Madame Satã: Resistir Para Existir") [24]

- Prêmio SRzd

1. 2016 - Melhor samba-enredo (Viradouro - "O Alabê de Jerusalém: A Saga de Ogundana") [25]

- Prêmio Ziriguidum

1. 2016 - Melhor samba-enredo (Viradouro - "O Alabê de Jerusalém: A Saga de Ogundana") [26]

- S@mba-Net

1. 2016 - Melhor samba-enredo (Viradouro - "O Alabê de Jerusalém: A Saga de Ogundana") [27]
2. 2023 - Melhor samba-enredo (Lins Imperial - "Madame Satã: Resistir Para Existir") [28]

- Troféu Explosão in Samba

1. 2023 - Melhor samba-enredo (Lins Imperial - "Madame Satã: Resistir Para Existir") [29]

- Troféu Jorge Lafond

1. 2016 - Melhor samba-enredo (Viradouro - "O Alabê de Jerusalém: A Saga de Ogundana") [30][31]

- Troféu Sambista

1. 2016 - Melhor samba-enredo (Viradouro - "O Alabê de Jerusalém: A Saga de Ogundana") [32]

- Troféu Tupi Carnaval Total

1. 2023 - Melhor samba-enredo (Lins Imperial - "Madame Satã: Resistir Para Existir") [33]